# مسجد آق سنقر الفرقاني
مسجد آق سنقر الفرقاني أو المدرسة الفارقانية أو مسجد الحبشلي أو مسجد الحبشي أو مسجد محمد أغا أو سبيل محمد كتخدا مستحفظان بنى هذا المسجد في الأصل الأمير شمس الدين آق سنقر الفارقاني السلحدار سنة 676هـ (1277م) وألحق به سبيلاً وخصصه لتدريس مذهبي الشافعية والحنفيّة. عرف هذا الجامع باسم المدرسة الفارقانية وحدد موقعها في سويقة حارة الوزيرية. كان الأمير آق سنقر الفارقاني مملوكا للأمير نجم الدين أمير حاجب ثم تملكه السلطان الظاهر بيبرس البندقداري فترقى عنده وصار أحد الامراء الاكابر وتقلد الاستادارية وكان نائب السلطان في مصر عند تغيبه. قاد جيشا فتح به بلاد النوبة. وقتل بالقلعة سنة 676هـ (1277م) في أيام سلطنة السعيد بركة خان ابن السلطان بيبرس (1277 - 1280م) وكانت داره بقرب جامعه في درب سعادة. يقع المسجد حالياً بدرب سعادة خلف محكمة جنوب القاهرة الابتدائية. في سنة 1080 هـ (1669م) كان الجامع قد تهدم فأمر بأنشائه إنشاء جديداً - على ما هو عليه الآن - الأمير محمد كتخدا مستحفظان. وقد بنى الجامع على الطراز العثماني واشتهر باسم جامع الحبشلي أو الحبشي نسبة إلى مجدده محمد كتخدا مستحفظان يوسف أغا الحبشي الذي عرف بالحبشي لأنه كان يتاجر في بنات الحبش.

## الوصف
للجامع واجهتان إحداهما جنوبية بنهايتها الشرقيّة مئذنة اسطوانية عثمانية الطراز تقوم على قاعدة مربعة، والواجهة الثانية غربية بنهايتها الجنوبية السبيل، وبالطرف الشمالي منها الباب الرئيسي للجامع. يحيط بالصحن أربعة ايوانات اكبرها ايوان القبلة ويتألف من رواقين. الرواق المطل على الصحن مكون من عقدين كبيرين مرتكزان على عمود من الرخام. والرواق الثاني المواجه للمحراب يتكون من ثلاثة عقود ترتكز على عمودين حلزونيين. المحراب بسيط يجاوره منبر من حشوات خشب مجمعة. الإيوان الغربي مكون من عقد كبير وبه دكة المبلغ وباب السبيل.
يتكون المسجد من شكل مستطيل يتوسطه صحن مكشوف تحيطه الأروقة من جهاته الأربع. ويوجد بإيوان القبلة، رواقان متوازيان لحائط القبلة، يتكون كل منهما من ثلاثة عقود مدببة وتقوم كل منها على عمودين من الرخام. أما الإيوان الغربي المقابل لإيوان القبلة فيتكون من رواق واحد موازى كذلك لجدار القبلة. ويحتوى الرواق الغربي على ثلاثة عقود مدببة تقوم على عمودين من الرخام. أما الجهة الشمالية والجنوبية من المسجد فيحتوى رواق كل منهما على عقد واحد. وبذلك يكون عدد الأعمدة الرخامية بالمسجد ستة كما حددها على مبارك في خططه.
ويتصدر رواق القبلة محراب مجوف يكتنفه عمودان حلزونيان، ويعلوه زخارف هندسية منحوتة في الحجر يتوسطها دائرة مشعة، ملئت ببلاطة خزفية كبيرة مربعة قوام زخارفها زهرية تخرج منها أزهار القرنفل وذلك باللون الأزرق الفاتح والداكن على أرضية بيضاء.